# Ken Hall
Ken Hall (Madisonville, Texas; 13 de diciembre de 1935-14 de mayo de 2025) fue un jugador de fútbol americano estadounidense que jugó en las posiciones de quarterback y running back; y fue campeón de la American Football League en una ocasión.

## Carrera
A nivel universitario jugó para Texas A&M Aggies luego de establecer varios récords a nivel de secundarias como el de yardas terrestres con 11,232 yardas (1950: 569 yd; 1951: 3,160 yd; 1952: 3,458 yd; 1953: 4,045 yd) que se mantuvo hasta el 16 de noviembre de 2012 cuando fue superado por Derrick Henry. Su promedio de puntos en una temporada con 32.9 puntos partido (1953/12) aún sigue activo. Su récord de 38 partidos con al menos 100 yardas fue igualado por Steve Worster en 1966, pero no fue batido hasta mediados de los años 1980 por Emmitt Smith, el cual también perdió el récord en manos de Rushel Shell de Hopewell High School en Pennsylvania. Hall terminó su carrera en la secundaria con 14,558 yardas totales (11,232 terrestres/3,326 aéreas), récord que fue superado por un eventual jugador de la Major League Baseball, J. R. House en 1998. A nivel universitario se estableció en el llamado equipo Junction Boys de su universidad y luego se casó.
Fue seleccionado en la posición 165 de la ronda 14 del draft de la NFL de 1958 por los Baltimore Colts mientras jugaba en la liga canadiense con los Edmonton Eskimos, pero solo se mantuvo en el equipo de práctica en esa temporada. En la siguiente temporada jugó para los Chicago Cardinals y luego pasó a los Houston Oilers, equipo donde fue colocado como regresador de patadas, donde promedió 65.3 yardas por devolución por partido, el que actualmente es el tercer promedio más alto de devoluciones de patada por temporada en la NFL.

En su carrera llegó a jugar 34 partidos, principalmente como running back y punter, Tuvo 212 yardas terrestres en su carrera en 51 acarreos, con 8 recepciones para 118 yardas y 2 touchdowns. Regresó 11 patadas para 164 yardas y 1 touchdown, y regresó 31 despejes para 833 yardas y 1 touchdown. También realizó 14 patadas de despeje para 448 yardas.

## Legado
En 1983 Hall se convirtió en miembro del National High School Hall of Fame. Hall también fue seleccionado en el Texas High School Football Hall of Fame y el Texas Sports Hall of Fame. Hall fue honrado por los All American Games en 1999 con la creación del Hall Trophy, premio anual dedicado al mejor jugador a nivel nacional. Entre los ganadores del trofeo están Chris Leak, Adrian Peterson, Mitch Mustain y Terrelle Pryor. En los años 1980 Hall fue gerente de ventas para Sweetener Products Company, un gran empresa distribuidora de azúcar en el sur de California. Vivió en Fredericksburg, Texas.